# Saeid Fazloula
Saeid Fazloula (en persan : سعید فضل‌اولی), né le 9 août 1992 à Bandar-e Anzali, est un kayakiste iranien réfugié en Allemagne.

## Biographie
Il est médaillé de bronze en K2 1 000 mètres aux Championnats d'Asie de course en ligne de canoë-kayak 2011 (en) à Téhéran. Il remporte deux médailles d'argent, en K2 500 mètres et en K2 1 000 mètres, ainsi qu'une médaille de bronze en K2 200 mètres aux Championnats d'Asie de course en ligne de canoë-kayak 2013 (en) à Samarcande.
Il obtient ensuite la médaille d'argent en K2 1 000 mètres aux Jeux asiatiques de 2014 à Incheon.
Après avoir reçu des menaces, il quitte l'Iran pour l'Allemagne en 2015.
Il fait partie de l'équipe olympique des réfugiés aux Jeux olympiques d'été de 2020 annoncée par le Comité international olympique le 8 juin 2021.